# 紫花娃儿藤
紫花娃儿藤（学名：Tylophora henryi）为夹竹桃科娃儿藤属的植物，是中国的特有植物。分布于中国大陆的贵州、湖北、河南、四川等地，生长于海拔560米至1,500米的地区，常生长在山地林下，目前尚未由人工引种栽培。